# Marianów (powiat jędrzejowski)
Marianów – wieś w Polsce, położona w województwie świętokrzyskim, w powiecie jędrzejowskim, w gminie Sędziszów.
W latach 1975–1998 miejscowość należała administracyjnie do województwa kieleckiego.
Na terenie wsi znajduje się Sala Królestwa zboru Świadków Jehowy.